# Podbila
Podbila (en cyrillique : Подбила) est un village de Bosnie-Herzégovine. Il est situé dans la municipalité de Posušje, dans le canton de l'Herzégovine de l'Ouest et dans la fédération de Bosnie-et-Herzégovine. Selon les premiers résultats du recensement bosnien de 2013, il compte 150 habitants.

## Géographie
Le village est situé au bord de la rivière Ričina, à l'ouest de la Bosnie-Herzégovine.

## Démographie

### Évolution historique de la population dans la localité
| 1948 | 1953 | 1961 | 1971 | 1981 | 1991 | 2013 |
| ---- | ---- | ---- | ---- | ---- | ---- | ---- |
| -    | -    | 569  | 504  | 247  | 161  | 150  |

|  |

### Répartition de la population par nationalités (1991)
En 1991, les 161 habitants du village étaient tous croates,.